# Al-Arisz
Al-Arisz (arab. العريش, Al 'Arīš) – miasto położone w Muhafazie Synaj Północny w Egipcie.

## Położenie
| \| I \| II \| III \| IV \| V \| VI \| VII \| VIII \| IX \| X \| XI \| XII \| \| 1.3 66 48 \| 0.6 66 50 \| 0.5 72 54 \| 0.4 75 57 \| 0.1 81 63 \| 0 84 68 \| 0 88 72 \| 0 90 73 \| 0 86 70 \| 0.3 82 64 \| 0.4 77 59 \| 0.8 72 52 \| \| Temperatury w °F Opad całkowity w calach \| \| \| \| \| \| \| \| \| \| \| \| |           |           |           |           |         |         |         |         |           |           |           |
| I | II        | III       | IV        | V         | VI      | VII     | VIII    | IX      | X         | XI        | XII       |
| 1.3 66 48 | 0.6 66 50 | 0.5 72 54 | 0.4 75 57 | 0.1 81 63 | 0 84 68 | 0 88 72 | 0 90 73 | 0 86 70 | 0.3 82 64 | 0.4 77 59 | 0.8 72 52 |
| Temperatury w °F Opad całkowity w calach |           |           |           |           |         |         |         |         |           |           |           |

| I                                        | II        | III       | IV        | V         | VI      | VII     | VIII    | IX      | X         | XI        | XII       |
| 1.3 66 48                                | 0.6 66 50 | 0.5 72 54 | 0.4 75 57 | 0.1 81 63 | 0 84 68 | 0 88 72 | 0 90 73 | 0 86 70 | 0.3 82 64 | 0.4 77 59 | 0.8 72 52 |
| Temperatury w °F Opad całkowity w calach |           |           |           |           |         |         |         |         |           |           |           |

Miasto Al-Arisz jest położone na północnym wybrzeżu półwyspu Synaj, przy ujściu Wadi al-Arisz do Morza Śródziemnego. Leży w odległości około 150 kilometrów na wschód od miasta Port Said, i około 30 km na zachód od granicy Izraela.

### Podział administracyjny
Al-Arisz jest największym miastem i stolicą administracyjną Muhafazy Synaj Północny w Egipcie.

## Środowisko naturalne
Miasto jest położone wśród piaszczystych wydm półwyspu Synaj, nad okresowo płynącą rzeką Wadi al-Arisz.

### Klimat
Al-Arisz ma klimat śródziemnomorski, który charakteryzuje się gorącymi i suchymi latami oraz łagodnymi zimami. Wiosna rozpoczyna się na przełomie marca i kwietnia, a najgorętszymi miesiącami są lipiec i sierpień. Średnia temperatura latem wynosi 31°C, a zimą 12 °C. Deszcz jest rzadkością i występuje sporadycznie w okresie zimowym, między listopadem a marcem. Suma rocznych opadów atmosferycznych wynosi 112 mm.

## Historia
Około II wieku p.n.e. znajdowała się tutaj niewielka osada Ptolemeuszy. Jej położenie miało decydujący wpływ na losy osady i jej mieszkańców. Przebiegał tędy ważny szlak handlowy prowadzący z Egiptu na północ. Z tego powodu przez tutejsze ziemie wielokrotnie przechodziły różne wojska, niszcząc osadę i jej okolicę.
W 1118 władca Królestwa Jerozolimskiego, król Baldwin I z Boulogne wybrał się na niewielką wyprawę wojenną na półwysep Synaj. Podczas tej wyprawy król zachorował i w dniu 2 kwietnia 1118 zmarł w niewielkim forcie pogranicznym Al-Arisz, znajdującym się już na terenie Królestwa Jerozolimskiego. W średniowieczu była to beduińska osada. Gdy w 1517 ziemie Palestyny weszły w skład Imperium Osmańskiego, Turcy wybudowali w Al-Arisz fortyfikacje obronne. Podczas wyprawy Napoleona do Egiptu wojska francuskie oblegały tutejszy fort przez 11 dni. Al-Arisz zostało zdobyte 19 lutego 1799. W dniu 23 stycznia 1800 miały tutaj miejsce pertraktacje dotyczące konwencji o ewakuacji wojsk Napoleona Bonaparte do Francji.
Podczas I wojny światowej pod koniec 1916 wojska brytyjskie stacjonujące w Egipcie rozpoczęły działania ofensywne przeciwko Turkom na półwyspie Synaj. Na drodze do zajęcia Palestyny stał fort w Al-Arisz, który został zajęty przez siły Australian and New Zealand Army Corps 21 grudnia 1916. W trakcie dalszych walk, w Al-Arisz znajdował się brytyjski szpital polowy. Ciała zmarłych żołnierzy pochowano na tutejszym cmentarzu wojennym. Przy wytyczaniu granic Mandatu Palestyny, miejscowość Al-Arisz została przyznana Egiptowi. Gdy w maju 1948 rozpoczęła się I wojna izraelsko-arabska, w Al-Arisz znajdowały się główne magazyny zaopatrzeniowe egipskiego korpusu ekspedycyjnego. Pod koniec grudnia 1948 Izraelczycy przeprowadzili operację Horew, podczas której doszło do bitwy o Synaj (28 grudnia 1948-2 stycznia 1949). Izraelskie oddziały dotarły wówczas do samych przedmieść Al-Arisz, nie przeprowadziły jednak szturmu na miasto. W następnych dniach, pod silnymi naciskami Brytyjczyków, Izrael wycofał swoje wojska z Synaju. Linię demarkacyjną wytyczył rozejm izraelsko-egipski.
Podczas kryzysu sueskiego w 1956 Al-Arisz została zajęta przez wojska izraelskie. Wycofały się one dopiero w marcu 1957. Ponownie miasto zajęli Izraelczycy w wyniku wojny sześciodniowej w dniu 6 czerwca 1967. Izraelskie oddziały wyprowadziły następnie stąd natarcie w kierunku na Kanał Sueski. 8 czerwca 1967 w odległości 13 mil od Al-Al-Arisz, izraelskie samoloty omyłkowo zaatakowały amerykański statek wywiadu elektronicznego USS „Liberty”. Zginęło wówczas 34 amerykańskich marynarzy, a 72 zostało rannych. Statek był ciężko uszkodzony i prawie zatonął. Pod amerykańską eskortą odpłynął na Maltę. Gdy 26 marca 1979 został zawarty traktat pokojowy izraelsko-egipski, wojska izraelskie rozpoczęły stopniowe wycofywanie się z półwyspu Synaj. 26 kwietnia 1982 miasto Al-Arisz powróciło do Egiptu. Strefę graniczną patrolują międzynarodowe siły pokojowe MFO (ang. Multinational Force and Observers).
W wyniku zawartego w 1993 Porozumienia z Oslo, w pobliskiej Strefie Gazy utworzono Autonomię Palestyńską. Sytuacja w Strefie ma silny wpływ na miasto Al-Arisz. Z tutejszego lotniska korzystają samoloty palestyńskich linii lotniczych Al-Falestiniya. Krzyżują się tutaj szlaki przemytnicze, i egipskie siły bezpieczeństwa zwalczają zorganizowaną przestępczość. Dodatkową trudnością są konflikty z plemionami beduińskimi,. Gdy w 2010 doszło do katastrofalnej powodzi, Beduini protestowali przeciwko braku pomocy ze strony rządu. Protesty przeradziły się w otwarte walki uliczne.

### Nazwa
Nazwa miasta Al-Arisz w języku arabskim oznacza „chaty palmowe”.

## Kultura
We wschodniej części miasta znajduje się Muzeum Dziedzictwa Synaju, prezentujące bogactwo kultury beduińskiej na półwyspie Synaj.

## Turystyka
Największą atrakcją turystyczną Al-Arisz są plaże. W nadmorskiej części miasta znajduje się kilka hoteli.

## Gospodarka
Miasto jest ośrodkiem rolnictwa. W delcie rzeki al-Arisz utworzono sztucznie nawadniane plantacje palm daktylowych i cytrusów.

## Infrastruktura
W mieście znajduje się szpital.

## Transport
Przez miasto przechodzi nadmorska droga łącząca Egipt z Palestyną. Przebiega tędy także linia kolejowa, która jednak z powodów technicznych jest niesprawna. W północnej części miasta znajduje się port rybacki.
Na południe od miasta znajduje się port lotniczy Al-Arisz.